# 洞庭湖駅
洞庭湖駅（トンジョンホえき、동정호역）は、朝鮮民主主義人民共和国（北朝鮮）江原道通川郡に位置する朝鮮民主主義人民共和国鉄道省金剛山青年線の駅である。

## 歴史
- 1929年9月11日：東海北部線開業に伴い慈東駅として開業[1]。
- 1950年：朝鮮戦争により廃止。
- 1996年：金剛山青年線の開業により洞庭湖駅として営業再開。